# Oberlandesgericht Köln

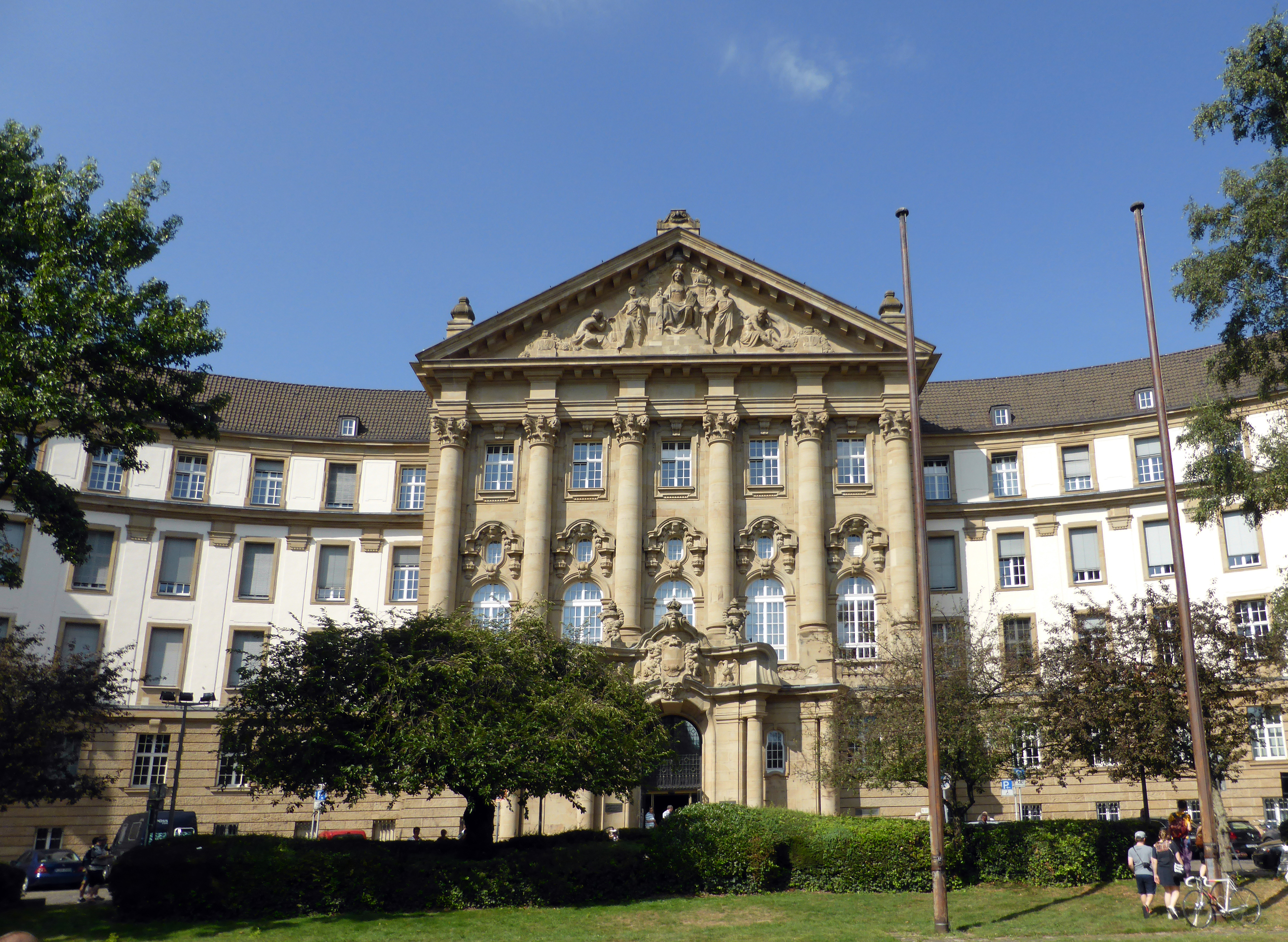
Gerichtsgebäude am Reichenspergerplatz

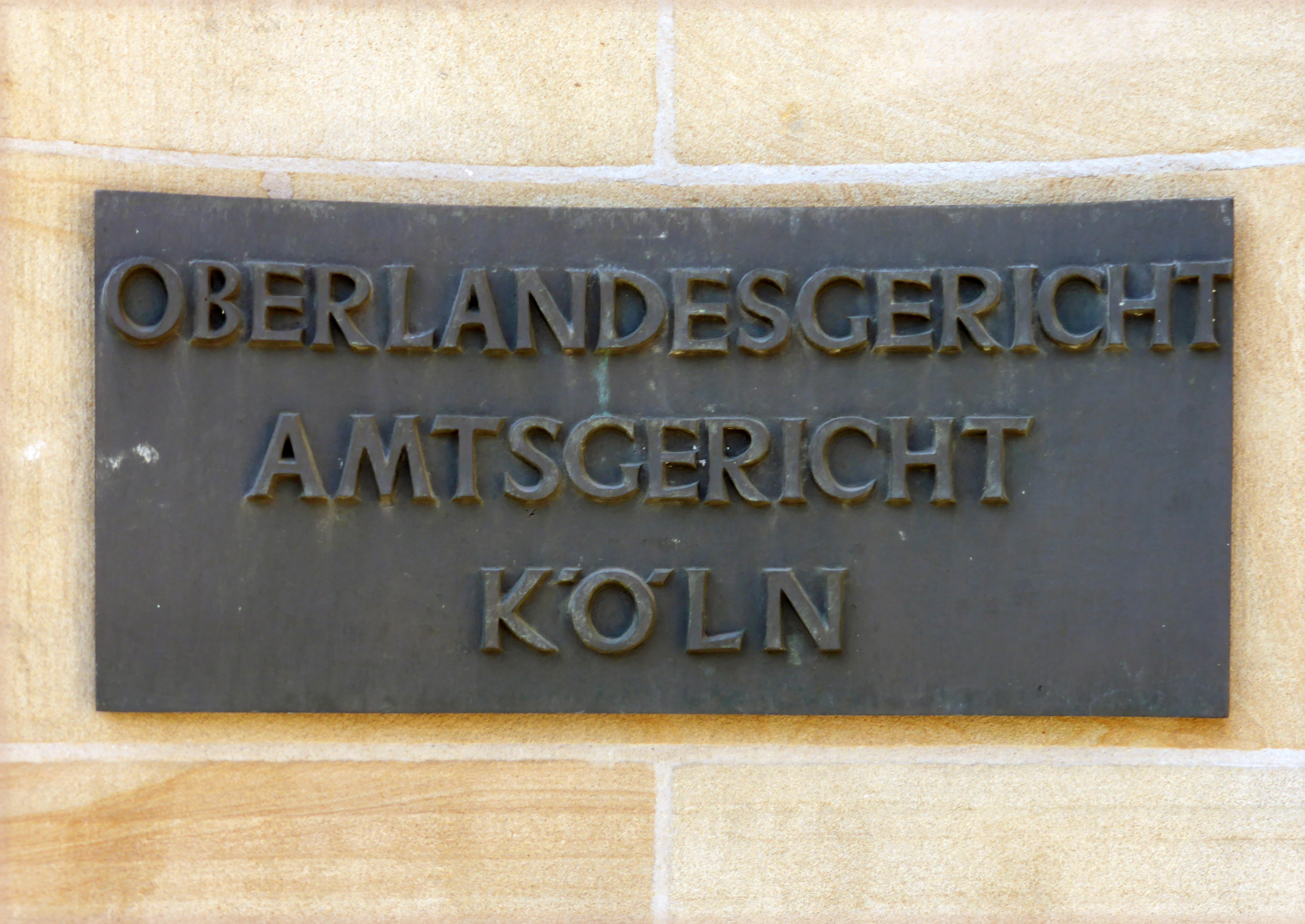

Das Oberlandesgericht Köln (OLG Köln) ist eines der drei Oberlandesgerichte des Landes Nordrhein-Westfalen. Hier arbeiten etwa 120 Richter und rund 250 weitere Justizbedienstete.

## Gerichtssitz und -bezirk
Das Gericht hat seinen Sitz in Köln-Neustadt-Nord, Reichenspergerplatz 1 (50670 Köln). Der Gerichtsbezirk umfasst den Regierungsbezirk Köln, jedoch ohne die Städte Erkelenz, Hückelhoven und Wegberg, die den Bezirk des Amtsgerichts Erkelenz bilden, für den das Landgericht Mönchengladbach und somit das Oberlandesgericht Düsseldorf zuständig sind. In ihm leben mehr als vier Millionen Menschen. Zum Bezirk gehören die drei Landgerichte Aachen, Köln und Bonn mit insgesamt 23 Amtsgerichten. Im Bezirk des Oberlandesgerichts sind 12.778 Rechtsanwälte und Syndikusrechtsanwälte zugelassen (Stand: 1. Januar 2023).

## Geschichte

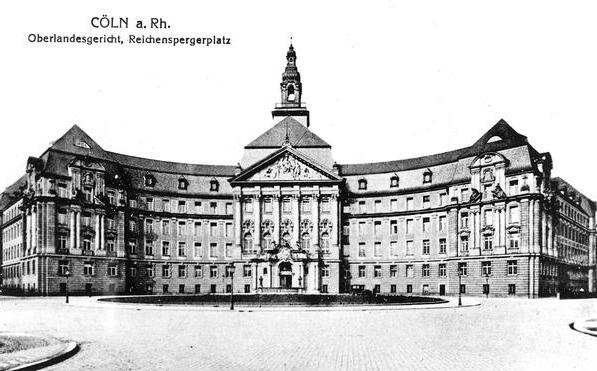
Gerichtsgebäude im Jahr 1910

Das Oberlandesgericht Köln (OLG Köln) ist aus dem „Rheinischen Appellationsgerichtshof zu Cöln“ hervorgegangen, den Friedrich Wilhelm III. durch Kabinettsorder vom 21. Juni 1819 mit zunächst 26 Richtern gegründet hatte. Erster Präsident wurde Heinrich Gottfried Wilhelm Daniels (1819–1827). Das OLG Köln wurde – wie alle Oberlandesgerichte in Deutschland – durch das Gerichtsverfassungsgesetz (GVG) vom 27. Januar 1877 errichtet. Die heutige Behördenbezeichnung „Oberlandesgericht“ ist auf die am 1. Oktober 1879 in Kraft getretenen Reichs-Justizgesetze zurückzuführen. Der frühere Kölner „Appellhof“, nach dem heute noch – entsprechend seiner damaligen Lage – Appellhofplatz in der Kölner Altstadt benannt ist, war das zentrale Berufungsgericht der preußischen Rheinprovinz. Er hatte eine bedeutende Stellung unter den preußischen Gerichten, denn sein Bezirk umfasste den wesentlichen Teil der preußischen Provinzen Jülich-Kleve-Berg (im Süden bis Saarbrücken reichend) und Niederrhein. Ausgenommen waren nur ein der westfälischen Gerichtsorganisation zugewiesener rechtsrheinischer Teil mit den Kreisen Rees, Essen und Duisburg sowie der südlich der bergischen Grenze liegende rechtsrheinische Teil des Regierungsbezirks Coblenz, für den ein eigener Justizsenat Ehrenbreitstein zuständig war. Durch diese Abweichungen von den Grenzen der beiden rheinischen Provinzen (1826 dann zusammengefasst zur Rheinprovinz) beschränkte sich der Gerichtsbezirk auf das Gebiet, wo der während der Franzosenzeit unter Napoleon eingeführte Code civil in Kraft blieb. Dies änderte sich erst am 1. Januar 1900 mit Inkrafttreten des Bürgerlichen Gesetzbuchs. Zur Entlastung des OLG Köln übertrug man im September 1906 die Landgerichtsbezirke Düsseldorf, Elberfeld und Kleve an das neu gebildete Oberlandesgericht Düsseldorf.
Das OLG Köln zog im Oktober 1911 in ein neues Justizgebäude am Reichenspergerplatz in der Kölner Neustadt-Nord. Nach dem Ersten Weltkrieg verkleinerte sich der Oberlandesgerichtsbezirk Köln um den Landgerichtsbezirk Saarbrücken. 1933 wurde das im rechtsrheinischen Teil des Regierungsbezirks Koblenz bestehende Landgericht Neuwied, das bis dahin zum Oberlandesgericht Frankfurt gehörte, aufgelöst und sein zur Rheinprovinz gehörender Gebietsteil in den Bereich des Landgerichts Koblenz und damit des Oberlandesgerichts Köln überführt. Die Saarabstimmung vom 13. Januar 1935 brachte das Saargebiet als sogenanntes Reichsland zu Deutschland zurück, der Landgerichtsbezirk Saarbrücken fiel jedoch nach vorläufiger Rückkehr zum OLG Köln am 1. Januar 1938 an das Oberlandesgericht Zweibrücken. Seit Beginn des Dritten Reiches wurde die Rechtsstaatlichkeit weitgehend verlassen, insbesondere im Strafrecht. Symbolhaft war hierfür der Sturm auf das Gerichtsgebäude am Reichenspergerplatz, den SA und SS am 31. März 1933 unternahmen, um alle jüdischen oder auch nur „jüdisch aussehenden“ Juristen festzunehmen und auf offenen Müllwagen zum Polizeipräsidium zu transportieren. Die Bombenangriffe vom 20. / 21. April 1944 und ab 13. Oktober 1944 trafen auch das OLG Köln. Am 1. Dezember 1944 bestätigte der amtierende OLG-Präsident, dass nur 50 der rund 400 Räume des OLG nach den Luftangriffen noch nutzbar waren, während das Justizgebäude am Appellhofplatz weitgehend zerstört wurde. Am 10. Januar 1946 versammelten sich die Angehörigen des OLG Köln in dem provisorisch hergerichteten Sitzungssaal des Strafsenats zur Wiedereröffnung ihres Gerichts. Der „Oberste Gerichtshof für die Britische Zone“ wurde im März 1948 gegründet und bestand bis September 1950. Er war ein von den britischen Besatzungsbehörden eingerichtetes oberstes Gericht für die britische Besatzungszone, welches für diese als Revisionsinstanz zuständig war. Er hatte seinen Sitz in Saal 301 des heutigen OLG und wurde mit Gründung des Bundesgerichtshofs aufgelöst. Der Oberste Gerichtshof war das einzige Gericht dieser Art in den drei westlichen Besatzungszonen und verhandelte in mehr als 550 Verfahren mit über 1.000 Angeklagten ausschließlich wegen NS-Verbrechen.
Das im November 1946 gegründete – rheinland-pfälzische – Oberlandesgericht Koblenz übernahm von Köln die Landgerichtsbezirke Koblenz und Trier. Das OLG Köln behielt die – in Nordrhein-Westfalen gelegenen – Landgerichtsbezirke Köln, Bonn und Aachen. Seitdem war bis April 1981 die Kölner Ziviljustiz am Reichenspergerplatz und die Strafjustiz am Appellhofplatz konzentriert.
Heute hat das OLG Köln 121 Richter (davon 35 Richterinnen). Das OLG verfügt nach § 116 GVG über Zivil- und Strafsenate. Die Senate sind die so genannten Spruchkörper der Oberlandesgerichte. Das OLG Köln verfügt über 28 Zivilsenate (davon sind 8 auch mit Familiensachen betraut), darunter einem Senat mit Landwirtschaftssachen und einem mit Binnenschifffahrtssachen. Daneben gibt es jeweils einen Senat für Baulandsachen, für Notarsachen und für Kartellrecht. Strafsachen werden von 2 Strafsenaten, die zugleich Senate für Bußgeldsachen sind, bearbeitet. Mit fast 95.000 Neuzugängen nimmt das OLG Köln unter allen 24 deutschen OLGs Rang 6 ein.
Von 2017 bis 2019 hatte mit Margarete Gräfin von Schwerin zum ersten Mal eine Frau das Amt des Präsidenten am OLG Köln inne. Nachdem das Amt aufgrund einer Konkurrentenklage seit Anfang 2020 unbesetzt war, wurde im Dezember 2021 Bernd Scheiff zum Präsidenten ernannt.

## Leitung
- 1879–1886: Heinrich Heimsoeth (1811–1887), erster Kölner Oberlandesgerichtspräsident
- 1887: Friedrich Wilhelm Otto Herrmann Vierhaus (1819–1887)
- 1987–1899: Johannes Struckmann
- 1899–1905: Oskar Hamm
- 1905–1908: Adolf Ratjen (1845–1931)
- 1909–1913: Karl Morkamer (* 22. November 1846 zu Köln) davor Landgerichtspräsident
- 1914–1916: Albrecht Nückel (1849–1917)
- 1916–1922: Josef Frenken
- 1923–1932: Heinrich Reichartz
- 1932–1933: Max-Josef Volmer
- 1933–1943: Alexander Bergmann
- 1943–1944: Erich Lawall
- 1948–1962: Werner Korintenberg, (1898–1981)
- 1962–1975: Josef Wolffram
- 1975–1978: Herbert Asselborn[11]
- 1978–1983: Herbert Weltrich
- 1984–1996: Dieter Laum, (* 25. Dezember 1931)
- 1997–2003 Armin Lünterbusch
- 2004: Stelle unbesetzt wegen Konkurrentenklage
- 2005–2014: Johannes Riedel
- 2014–2016: Peter Kamp
- 2017–2019: Margarete Gräfin von Schwerin
- 2020–2021: Stelle unbesetzt wegen Streitigkeit um Neubesetzung bzw. Gerichtsverfahren[12]
- seit 2021: Bernd Scheiff

## Gerichtshierarchie
Das OLG steht im Gerichtsaufbau zwischen Landgericht und Bundesgerichtshof, in Familien- und Kindschaftssachen zwischen Amtsgericht und Bundesgerichtshof. Bei Strafsachen, die in der Gerichtsbarkeit des Bundes liegen, wird es in Organleihe als „Unteres Bundesgericht“ tätig. Das OLG Köln ist Berufungs-, Beschwerde- oder Revisionsinstanz in der ordentlichen Gerichtsbarkeit. Gerichtsträger ist das Land NRW.
Dem Oberlandesgericht Köln ist wie jedem Oberlandesgericht der Bundesgerichtshof übergeordnet. Nachgeordnet sind die Landgerichte Aachen, Bonn und Köln mit den diesen Gerichten jeweils nachgeordneten Amtsgerichten. Zu diesen Amtsgerichten gehört unter anderem das für den Oberlandesgerichtsbezirk Köln zuständige zentrale Mahngericht, das Amtsgericht Euskirchen.
Als besondere Zuständigkeit ist dem OLG Köln die Tätigkeit als eines der beiden im deutschen Bereich des Rheins zuständigen Rheinschifffahrtsobergerichte (das andere ist das OLG Karlsruhe) zugewiesen.

## Berühmter Beamter und berühmte Prozesse
Johann Conrad Adenauer (der Vater von Konrad Adenauer) war hier zunächst ab Juli 1873 in der mittleren Beamtenlaufbahn als Appellationsgerichtssekretär tätig und brachte es 1883 bis zum Kanzleirat (bis 1906). Sohn Konrad Adenauer war zwischen Dezember 1905 und März 1906 Hilfsrichter am Landgericht Köln, um so schneller in eine freiwerdende Stelle als Notar auf dem Land überwechseln zu können.
Das OLG Köln hatte sich häufig mit spektakulären Streitigkeiten regionaler Prägung auseinanderzusetzen. Dazu gehörten die Fälle über Kölsch-Bier. Die Küppers Kölsch Brauerei wurde 1962 vor dem Landgericht Köln erstinstanzlich verklagt und in einem Prozessvergleich vom 18. Dezember 1964 vom OLG Köln verpflichtet, die Bezeichnung „Küppers-Kölsch“ nicht ohne deutliche Angabe ihrer Kölner Braustätte zu verwenden. Im November 1968 entschied es, dass „Kölsch“ eine Gattungs- und Herkunftsbezeichnung sei. Der BGH als Berufungsinstanz hob dieses Urteil wieder auf, verwies das Verfahren im Mai 1970 zurück an das OLG und gab ihm auf, Feststellungen darüber zu treffen, ob die „Bezeichnung ‚Kölsch‘ heute noch als Herkunftsangabe aufgefasst wird und auf welches Herkunftsgebiet sie nach der Verkehrsauffassung hinweist.“ Im Oktober 1980 entschied das OLG Köln im Rechtsstreit über den Brauort von Kölsch. Kölsch sei nicht nur eine Gattungsbezeichnung, sondern auch eine geografische Herkunftsbezeichnung.
Der die Kölner Boulevardzeitung EXPRESS vertretende Verlag M. DuMont Schauberg verklagte im Kölner Zeitungskrieg im Februar 2000 die kostenlose Tageszeitung 20 Minuten wegen unlauteren Wettbewerbs, was sowohl vom OLG Köln (Urteil vom 1. Mai 2001) als auch später vom BGH (Urteil vom 20. November 2003) abgewiesen wurde, weil auch kostenlose Pendlerzeitungen wie „20 Minuten“ wie etablierte Tageszeitungen durch das Grundrecht der Pressefreiheit geschützt seien und dieses Vorrang vor dem Gesetz gegen den unlauteren Wettbewerb habe, solange keine existenzbedrohenden Auswirkungen nachgewiesen würden.
Der Kartellsenat des OLG Köln entschied am 11. April 2014 im so genannten „Goldbären-Streit“ zwischen den Süßwarenherstellern Haribo und Lindt & Sprüngli, dass sich der Gesamteindruck des „Schoko-Teddys“ nicht allein aus Form und Farbe zusammensetze und auch keine unlautere Rufbeeinträchtigung vorliege. Wegen einer „Überkreuzkollision“ zwischen Wortmarke und dreidimensionaler Gestaltung habe der Fall grundsätzliche Bedeutung, so dass eine Revision beim BGH zugelassen wurde. Dieser entschied, dass Lindt weder die Goldbären-Marken von Haribo verletze noch eine unlautere Nachahmung ihrer Fruchtgummiprodukte darstelle.
Am 26. Januar 2024 entschied das OLG Köln über drei Klagen von Birkenstock gegen Konkurrenten, in denen der Schuhhersteller urheberrechtlichen Schutz für seine Sandalen als Werke der angewandten Kunst geltend machte.   Nachdem das Landgericht Köln Birkenstock in der ersten Instanz noch Recht gegeben hatte, sah das OLG in der Berufung die für einen derartigen Schutz erforderliche Schöpfungshöhe nicht als gegeben an. Das Design der 1963 und 1973 auf den Markt gebrachten Sandalen sei in erster Linie funktionsbezogen und Folge technischer Überlegungen und „nicht von einer objektiv erkennbaren Ausübung künstlerischer Freiheit geprägt“ gewesen. Am 20. Februar 2025 bestätigte der Bundesgerichtshof diese Entscheidungen.

## Gebäude

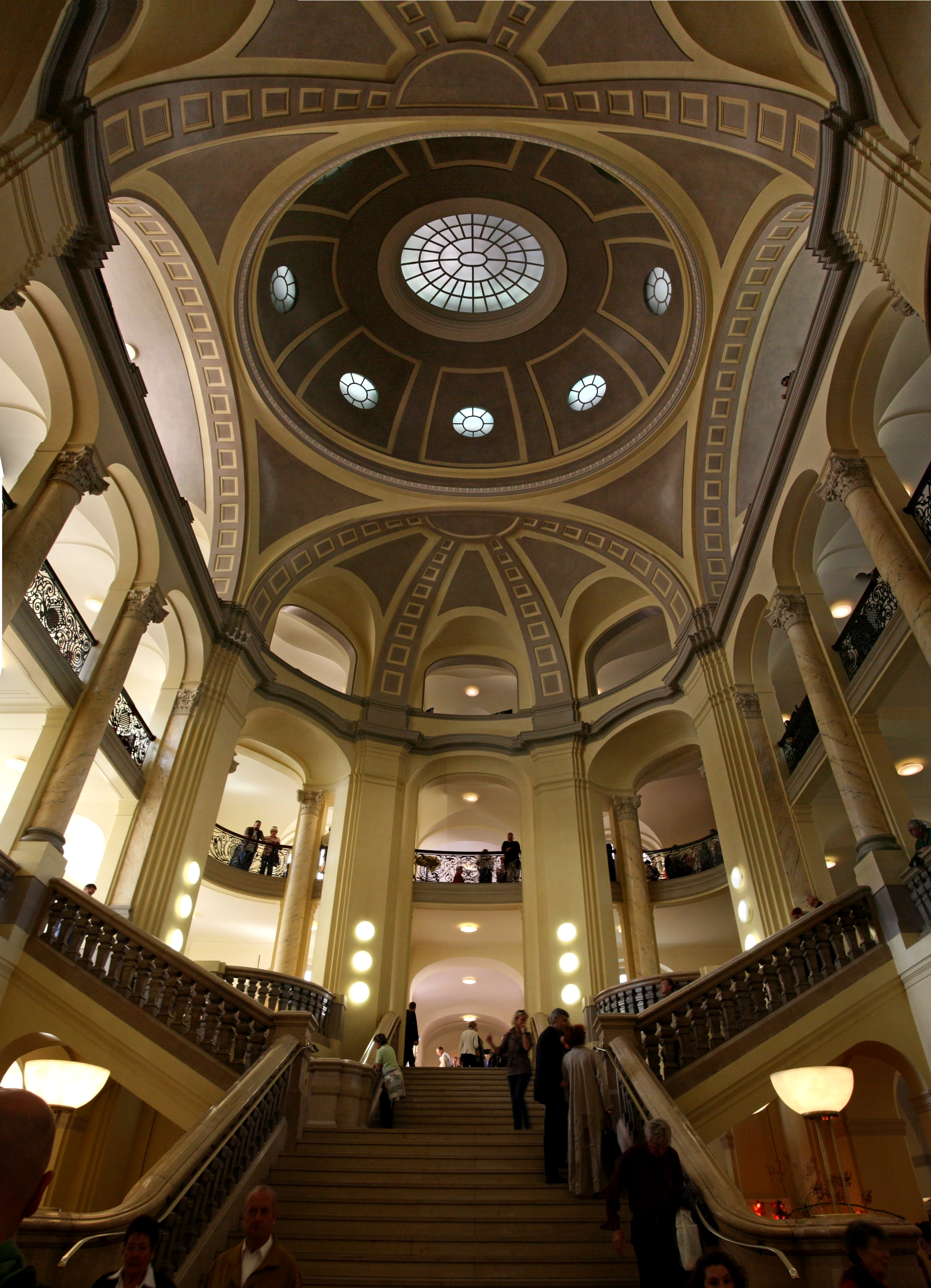
Treppenhaus des OLG Köln

Die Ausschachtungsarbeiten für das neue Gerichtsgebäude begannen am 10. Oktober 1907. Es löste das Justizgebäude am Appellhofplatz ab, das nach dem Appellationshof benannt ist und in dem heute das Finanz- und das Verwaltungsgericht Köln untergebracht sind. Die Pläne fertigte der preußische Baubeamte Paul Thoemer. Auf Wunsch Kaiser Wilhelm II. wurde der Entwurf um einen Turm ergänzt, der im Zweiten Weltkrieg zerstört wurde. Zur Zeit der Einweihung war das Gerichtsgebäude das größte in Deutschland und besaß die modernste Ausstattung.
Das neue, palastartige Gerichtsgebäude kostete 5,6 Millionen Mark und wurde am 7. Oktober 1911 seiner Bestimmung übergeben. Umbau- und Sanierungsarbeiten fanden am Reichenspergerplatz ab 1980 statt. Im Jahre 1991 konnte die Renovierung des Haupttreppenhauses fertiggestellt werden.

## Bekannte Richter
- Heinrich Heimsoeth (1811–1887), Senatspräsident des Rheinischen Appellationsgerichtshofs (1856–1870), Präsident des Rhein. AppGerH (1870–1879), Präsident des Oberlandesgerichts Köln (1879–1887), Mitglied des Staatsrats (1884)
- Alfred Ludwig Wieruszowski (1857–1945), Senatspräsident von 1922 bis zu seiner Pensionierung am 1. April 1926 und Professor an der Universität zu Köln
- Wilhelm Marx (1863–1946), 1904–1907 Richter am Gericht, 1907–1921 Richter am OLG Düsseldorf, später Senatspräsident am Kammergericht in Berlin und Reichskanzler (1923–1925, 1926–1928)
- Hans Walter Goldschmidt (1881–1940), Professor an der Universität zu Köln
- Karl Rasch (1899 bis 1907)
- Wilhelm Köhn (1909–1993), von 1955 bis 1967 Richter am Gericht, fällte als Marinerichter 1945 fünf Tage nach Kriegsende die vermutlich[24] letzten beiden vollstreckten Todesurteile der NS-Militärjustiz gegen Rainer Beck und Bruno Dörfer
- Karl-Hermann Zoll, von 1989 bis 2002 Richter am Gericht, jetzt am Bundesgerichtshof
- Jens-Peter Kurzwelly (* 1944), von 1989 bis 1993 Richter am Gericht, später am Bundesgerichtshof
- Bernhard Kapsa (* 1943) von 1986 bis 1992 Richter am Gericht, später am Bundesgerichtshof
- Gerhart Kreft (* 1939), von 1979 bis 1988 Richter am Gericht, später am Bundesgerichtshof
- Egon Schneider (1927–2014), ehemaliger Richter am OLG Köln, später Rechtsanwalt, deutscher Justizkritiker[25]